# Рута Лі
Рута Лі (англ. Ruta Lee), при народженні Рута Марі Клімоніс (англ. Ruta Mary Kilmonis; нар. 30 травня 1936) — канадська акторка і танцюристка.

## Молоді роки
Народилась 30 травня 1936 в Квебеку в родині литовських іммігрантів, Йозефа і Марії Клімоніс. Її батько був кравцем, а мати — швачкою. Рута була їхньою єдиною дитиною. 1941 року вона вперше взяла участь у видовищній діяльності, зігравши голландську діячку в дитсадку. Родина тоді жила у Вердані, передмісті Монреалю. Там же пішла до початкової школи і стала брати уроки танців.
1948 її батько продав маленьку мережу крамниць готового одягу, що він мав у східних провінціях, і родина переїхала до Лос-Анджелесу, подалі від канадських холодних зим. Два роки потому Рут вступає до середньої школи Immaculate Heart High School, а згодом переходить до Hollywood High School. В цей же час вона починає серйозно вивчати драматичне мистецтво. У школі 1952 року бере участь у шкільній виставі «Naughty Marietta», після чого її вчителька драми Гелен Понтьє знаходить їй власного агента, Ліонеля Томпсона. А також Рута починає брати уроки у старої акторки, виконавиці характерних ролей, Лаури Кеслі Брукс.
Рута Клімоніс почала працювати касиркою у Китайському театрі Граумана. Вона була там також продавчинею цукерок та білетеркою. Коли її звільнили, вона вирішила обов'язково повернутись до театру, але вже як акторка. Незабаром її агент знайшов їй невелику роль у телесеріалі.

## Кар'єра
Після ролі в серіалі Рута Клімоніс виграла кастинг на роль однієї з наречених братів Понтіпі у фільмі «Сім наречених для семи братів». Для цього їй довелося демонструвати свої танцювальні навички і виконати литовську польку без підготовки. В результаті вона була затверджена на роль Рути Джебсон, нареченої третього брата, Калеба (Метт Меттокс). Фільм вийшов вдалим. Його оригінальні танцювальні номери сподобались аудиторії. У списку 100 найкращих американських мюзиклів він посів 21 місце.
У 1955—1956-х роках Рута Лі навчалася у Міському коледжі Лос-Анджелеса і продовжувала свою кар'єру численними виступами у телесеріалах.
1956-го знялася у драмі «Ґабі» за п'єсою Роберта Шервуда та у мюзиклі «Смішне обличчя» із Фредом Астером і Одрі Гепберн.
1957-го на концерті Френка Сінатри продюсер Артур Горнблоу-молодший попросив офіціанта підійти до її столика і покликати, після чого сказав: «Мені здається, Ви є цікавим варіантом на роль таємничої подруги Тайрона Павера у фільмі «Свідок звинувачення»». Після ролі Діани в цьому фільму, Рута Лі знімалася переважно у телесеріалах.

## Особисте життя
Із 1976 року одружена із Вебстером Б. Лоувом-молодшим.

## Вибрана фільмографія
- 1953 — Сім наречених для семи братів — Рут Джебсон
- 1956 — Ґабі — Деніз
- 1957 — Забавне личко — Летті
- 1957 — Свідок обвинувачення — Діана
- 1958 — Марджорі Морнінґсайт — Імоджин Норман
- 1961 — Операція «Ейхманн» — Анна Кемп
- 1972 — Машина кінця світу — докторув Маріон Тернер
- 1994 — Місіс Птеродактиль — місіс Пул
- 1995 — Жарти геть — Лора Фоукс
- 2001 — Сльози їй пасують — патронка антикварної крамниці
- 2010 — Від кращого до гіршого